# Hanoi
Hanoi (în vietnameză Hà Nội) este capitala Vietnamului și al doilea oraș ca mărime al țării. În 2009, populația zonelor urbane ale Hanoiului a fost estimată la 2,6 milioane de locuitori, cea a întregii zone metropolitane ridicându-se la 6,5 milioane de persoane. Între anii 1010 și 1802, Hanoi a fost cel mai important centru politic al Vietnamului. În timpul dinastiei Nguyen, a pierdut statutul de capitală în dauna orașului Huế, însă a fost capitala Indochinei franceze din 1902 până în 1954, și apoi a Vietnamului de Nord din 1954 până în 1976.
Orașul se află pe malul drept al Râului Roșu, la 1,760 km nord de Ho Și Min. În octombrie 2010 s-au serbat oficial o mie de ani de la întemeiere.

## Bucătărie

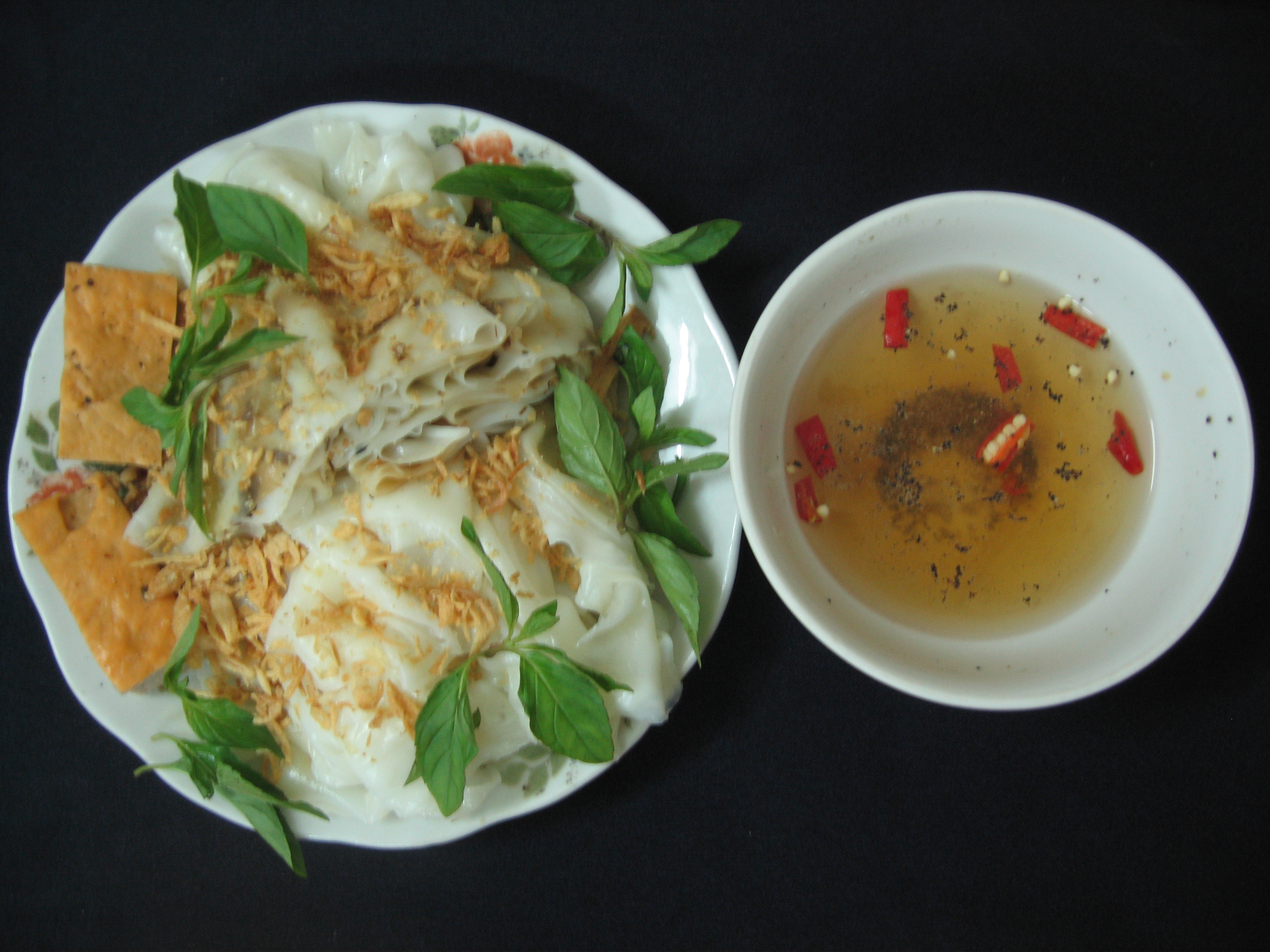
Bánh cuốn Thanh Tri, mâncare tradiţională

Hanoi are multe tradiții legate de mâncare și se crede că majoritatea felurilor de mâncare faimoase din Vietnam, ca și phở, chả cá, bánh cuốn și cốm își au originea în orașul Hanoi. Poate cel mai cunoscut fel este Phở, o simplă supă de tăiței mâncată la micul-dejun acasă sau la restaurantele vietnameze. Alte două varietăți culinare domină scena din Hanoi: Phở Bò, ce conține carne de vită, și Phở Gà, ce conține pui.
Hanoi a fost ales în top 10 la nivel mondial pentru mâncare de către Shermans Travel.

## Orașe înfrățite cu Hanoi
- Hong Kong
- Ankara, Turcia
- Varșovia, Polonia[7]
- Toulouse, Franța
- Bangkok, Tailanda
- Prefectura Fukuoka, Japonia
- Moscova, Rusia[8]
- Beijing, China
- Manila, Filipine
- Seul, Coreea de Sud
- Phnom Penh, Cambogia[9]
- Jakarta, Indonezia
- Isfahan, Iran